# Bill Simpson
William "Bill" Simpson er en fiktiv figur fra tv-serien The Simpsons, hvor han er Homer Simpsons farbror. Han bliver kun nævnt ganske kort og man har endnu ikke set ham i et afsnit af serien. Tilsyneladende var han kommunist. Om dette er sandt, vides ikke, men under alle omstændigheder blev han anmeldt for det af sin egen bror, Abraham Simpson (far til Homer Simpson).